# Guitar Hero Live
Guitar Hero Live è il settimo capitolo della serie videoludica Guitar Hero, sviluppato da FreeStyleGames e pubblicato il 23 ottobre 2015 da Activision.

## Sviluppo
Dopo il continuo calo delle vendite dei capitoli precedenti avente il culmine nelle vendite insoddisfacenti di Guitar Hero: Warriors of Rock, il publisher Activision decise di chiudere definitivamente la serie all'inizio del 2011 salvo ritrattare la propria posizione nei mesi successivi dichiarando che la serie era da considerarsi solamente sospesa.
Con l'arrivo dell'ottava generazione di console il team di Harmonix ha annunciato la sua intenzione di riportare in vita il franchise di Rock Band -che aveva subito anch'esso un'interruzione nel medesimo periodo- annunciandone successivamente il quarto capitolo per il 2015 e quasi immediatamente Activision ha risposto con il rilancio della serie di Guitar Hero affidando il compito dello sviluppo del titolo ai FreeStyleGames, già noti presso l'utenza per l'aver realizzato DJ Hero; le intenzioni dichiarate fin da subito erano di fare un titolo che reinventasse la serie in modo da attirare nuovamente l'interesse del pubblico generalista.
Il gioco è stato ufficialmente annunciato nell'Aprile 2015 e negli ultimi giorni dello stesso mese è stata anche mostrata tramite un video la nuova chitarra su cui è basato il gioco.

## Caratteristiche

Schermata della versione per PlayStation 4

Essendo il gioco stato ripensato da zero, il team di sviluppo ha fissato come punto di partenza la chitarra cambiandone parzialmente il gameplay e aggiungendo successivamente anche la parte del canto; non sono invece stati implementati le parti di batteria e basso. Mentre la parte di canto è rimasta quasi invariata rispetto alle iterazioni precedenti del franchise, la chitarra ha avuto un ripensamento sostanziale: è stato completamente abbandonato il precedente design dei cinque tasti colorati in fila e ne è stato adottato uno da sei tasti su due file sovrapposte da tre, divisi in tasti bianchi (quelli di sopra) e neri (quelli di sotto): questa nuova disposizione di tasti è stata scelta per rendere il gioco più accessibile per i principianti -perché con le note singole devono occuparsi di soli tre tasti per volta e non devono più spostare la mano- ma allo stesso tempo di mantenere comunque un certo livello di profondità per i giocatori più navigati che dovranno posizionare in maniera più precisa le dita sui tasti per eseguire gli accordi ai livelli di difficoltà più alti. Il nuovo layout della chitarra rende giocoforza Guitar Hero Live incompatibile con gli strumenti dei precedenti capitoli del franchise, ad eccezione della parte del canto per cui è sempre sufficiente un qualunque microfono USB.
Anche dal punto di vista del gioco vero e proprio sono state apportate delle modifiche: come primo elemento distintivo è stato mostrato del materiale audiovisivo registrato su un palco con una band che cambia dinamicamente a seconda di come si comporta il giocatore per metterlo efficacemente nel punto di vista di uno strumentista -laddove nei precedenti Guitar Hero si guardava sempre i gruppi suonare, compreso il proprio avatar- mentre come seconda cosa c'è la novità che è diventato impossibile fallire un brano similarmente a quanto i FreeStyleGames avevano fatto su DJ Hero.

### Modalità giocatore singolo
Attualmente non si hanno notizie su come sarà strutturata la campagna in giocatore singolo se non che sarà basata sull'interfaccia con il punto di vista dal palco e che non sarà integrato il potenziamento Star Power (vedi il paragrafo successivo).

### Guitar Hero TV
Guitar Hero TV (abbreviato GHTV) è stata una piattaforma realizzata da Activision per Guitar Hero Live dove sono state messe a disposizione dei giocatori delle canzoni aggiuntive da suonare in forma completamente gratuita; ogni canzone che è stata pubblicata è stata aggiunta al canale GHTV laddove per i vecchi capitoli della serie venivano vendute come DLC aggiuntivi. Le canzoni mostravano sullo sfondo i videoclip originali al posto della "visuale dal palco" della modalità in singolo, erano raccolte all'interno di canali tematici sotto forma di playlist e il giocatore, entrando in un canale, poteva giocare le canzoni che la playlist stava trasmettendo o decidere di suonare specifiche canzoni spendendo dei crediti che si guadagnavano naturalmente semplicemente giocando - sia in singolo che su GHTV - o che potevano essere comprati tramite microtransazioni.
Dal punto di vista del gameplay vero e proprio c'è da segnalare che lo Star Power dei precedenti episodi (il bonus ottenibile eseguendo correttamente determinate sequenze di note) è stato rimpiazzato con l'Hero Power che è presente solamente in questa sede e che prevede bonus misti simili a quelli delle Battaglie di Guitar Hero III: Legends of Rock.
Il 1° dicembre 2018, Activision ha reso noto che la piattaforma non è più disponibile, in quanto in quella data sono stati definitivamente spenti i server. Il motivo della decisione è stato lo scarso successo di Guitar Hero Live.

## Tracce sul disco
Le seguenti canzoni sono presenti nel disco in modalità Live. Le canzoni sono interpretate da band immaginarie in diversi concerti; ogni concerto è ripreso dal vivo dal punto di vista del chitarrista e in base alla sua prestazione il pubblico così come i compagni di band reagiranno in modo positivo o negativo. Ogni concerto contiene da tre a cinque canzoni delle quali solo la prima è già disponibile in modalità partita veloce; le altre devono essere eseguite tutte di fila per essere sbloccate. I concerti sono divisi in due diversi festival musicali (sempre inventati): il "Rock the Block" negli Stati Uniti e il “SoundDial” nel Regno Unito. Nella modalità partita veloce si possono collegare fino a due chitarre e un microfono. Di seguito l'elenco delle canzoni divise nei due festival con il nome della band che le esegue.

### Rock the Block

#### The Ledges

##### Yearbook Ghosts
- The Anthem - Good Charlotte
- Everybody Talks - Neon Trees
- The Rock Show -  Blink-182

##### Quantum Freqs
- Club Foot - Kasabian
- Wastelands - Linkin Park
- Berzerk - Eminem
- Bangarang (ft. Sirah) - Skrillex

#### Scritland Park

##### The Out Outs
- Here's to Never Growing Up - Avril Lavigne
- Waking Up in Vegas - Katy Perry
- California King Bed - Rihanna

##### The Jephson Hangouts
- Girls - The 1975
- Grounds for Divorce - Elbow
- Lazaretto - Jack White

#### Roadblock

##### Vivid Screams
- Lies - Deap Vally
- Love Bites (So Do I) - Halestorm
- Now - Paramore

##### Fight Hound
- Nuclear Family - Green Day
- Mind Your Manners - Pearl Jam
- Been Away Too Long - Soundgarden

#### Cactus Joe

##### Broken Tide
- R U Mine? - Arctic Monkeys
- Keep on Swinging - Rival Sons
- Sundial - Wolfmother

##### Rock The Block Super Group: VIP Party
- Won't Get Fooled Again - The Who
- Paint It Black - The Rolling Stones
- Tie Your Mother Down - Queen

### SoundDial

#### Barn Stage

##### Portland Cloud Orchestra
- Ho Hey - The Lumineers
- Mountain Sound - Of Monsters and Men
- I Will Wait - Mumford & Sons

##### The Jephson Hangouts
- When You Were Young - The Killers
- Demons - Imagine Dragons
- Counting Stars - OneRepublic

#### Fire Pit

##### Our Past Collide
- My Songs Know What You Did in the Dark (Light Em Up) - Fall Out Boy
- Lived a Lie - You Me at Six
- The Kill - Thirty Seconds to Mars

##### Blackout Conspiracy
- Shadow Moses - Bring Me the Horizon
- King for a Day (ft. Kellin Quinn) - Pierce the Veil
- Bones Exposed - Of Mice & Men

#### Castle Stage

##### Broken Tide
- Gold on the Ceiling - The Black Keys
- 45 - The Gaslight Anthem
- Victory Over the Sun - Biffy Clyro
- Tragedy + Time - Rise Against
- Little Monster - Royal Blood